# Битка при Шацк
Битката при Шацк се състои на 28 септември 1939 г. между Полша и нахлуващите в страната съветски войски при намиращия се днес в Украйна град Шацк.
Сутринта на 28 септември войски на полския отбранителен корпус атакуват града. След кръвопролитни боеве до обяд той е завзет. В следобеда полските войски завземат още села в околността докато преследват останалите части на 52-ра съветска стрелкова дивизия. На следващия ден полският корпус разбива авангарда на друга съветска дивизия, а след това се връща назад през река Западен Буг. Поляците губят при битката 350 души, съветските загуби са 500 жертви, 7 танка и множество бронирани транспортни средства.